# Galvani (månkrater)
För andra betydelser, se Galvani.
Galvani är en nedslagskrater på månen. Galvani har fått sitt namn efter den italienska fysikern Luigi Galvani.

## Satellitkratrar
| Galvani | Latitud | Longitud | Diameter |
| ------- | ------- | -------- | -------- |
| B       | 49.5° N | 89.0° V  | 15 km    |
| D       | 47.8° N | 88.3° V  | 13 km    |